# Henrichemont
Henrichemont är en kommun i departementet Cher i regionen Centre-Val de Loire i de centrala delarna av Frankrike. Kommunen ligger  i kantonen Henrichemont som tillhör arrondissementet Bourges. År 2022 hade Henrichemont 1 713 invånare.

## Befolkningsutveckling
Antalet invånare i kommunen Henrichemont
Referens:INSEE